# Cottonwood (Teksas)
Cottonwood je grad u američkoj saveznoj državi Teksas. Prema popisu stanovništva iz 2010. u njemu je živjelo 185 stanovnika.